# Тагер, Анна Александровна
Анна Александровна Тагер (31 августа 1912, Москва — 7 ноября 1999, там же) — советский химик, специалист в области физической химия полимеров, доктор химических наук (1957), профессор (1959).

## Биография
Родилась в Москве; её отец А. С. Тагер — известный юрист. В 1935 г. с отличием окончила промышленный факультет Военно-химической академии РККА, в 1936 г. поступила в аспирантуру в Физико-химический институт им. Л. Я. Карпова к академику В. А. Каргину, под руководством которого в 1940 г. защитила кандидатскую диссертацию. В 1941—1948 гг. А. А. Тагер работала на Свердловском заводе РТИ (завод № 734, ныне Уральский завод резиновых технических изделий): инженер, технический руководитель цеха.
Педагогическая деятельность А. А. Тагер началась в 1945 г. в Свердловском химико-механическом техникуме резиновой промышленности. С 1948 г. А. А. Тагер — доцент кафедры физической химии Уральского госуниверситета, где она организовала новую специализацию по физической химии полимеров, а в 1958 г. создала кафедру высокомолекулярных соединений (ВМС), которой руководила три десятка лет; в 1986—1995 г. — профессор-консультант кафедры ВМС.
В 1995 г. А. А. Тагер переехала в Москву. Похоронена на Введенском кладбище (6 уч.).

## Научная деятельность
Научные работы, выполненные А. А. Тагер и под её руководством, связаны с исследованием термодинамических свойств каучуков, термодинамикой и реологией растворов полимеров. Метод расчета термодинамических свойств растворов до сих пор применяется и цитируется в научной литературе как «метод Тагер — Домбек». Автор свыше 400 печатных работ

## Педагогическая деятельность
Автор первой в СССР монографии по растворам полимеров (1951). Созданный ею первый в СССР учебник по физикохимии полимеров (1963), выдержавший несколько изданий на русском, английском и литовском языках, до сих пор остаётся одним из лучших учебных пособий для студентов и аспирантов по этой дисциплине.
Читала по приглашениям лекции в разных городах СССР — в вузах, НИИ и на предприятиях, — и за рубежом: в Софийском технологическом институте, в Институте макромолекулярной химии в Праге. Выступала с докладами на всесоюзных и международных конференциях.
Подготовила 36 кандидатов и 2 докторов наук.

## Семья
- Отец — Александр Семёнович Тагер (1888—1939), известный российский и советский адвокат и правовед.
- Мать — Елена Матвеевна Тагер (1891 — 1959).
- Первый брак (1931—1944) с Захаром Александровичем Роговиным (1905—1981; доктор химических наук, профессор, автор трудов в области химии высокомолекулярных соединений).
  - Дочь — Лидия Захаровна Роговина (1932-2010), доктор химических наук.
  - Сын — Вадим Захарович Роговин (1937-1998), историк и философ.
- Второй брак (1944—1987) с Давидом Борисовичем Добрушкиным (1902—1987; в 1960-х — 1970-х годах — заместитель директора по науке Свердловского филиала Научно-исследовательского института резиновой промышленности).
  - Дочь — Любовь Давидовна Добрушкина (1945-?).